# العلاقات البنمية السنغافورية
العلاقات البنمية السنغافورية هي العلاقات الثنائية التي تجمع بين بنما وسنغافورة.

## مقارنة بين البلدين
هذه مقارنة عامة ومرجعية للدولتين:
| وجه المقارنة                                              | بنما                      | سنغافورة                                                             |
| --------------------------------------------------------- | ------------------------- | -------------------------------------------------------------------- |
| المساحة (كم2)                                             | 74.18 ألف                 | 719                                                                  |
| عدد السكان (نسمة)                                         | 4.10 مليون                | 5.89 مليون                                                           |
| الكثافة السكانية (ن./كم²)                                 | 55.27                     | 819.19 ألف                                                           |
| العاصمة                                                   | بنما                      | سنغافورة                                                             |
| اللغة الرسمية                                             | اللغة الإسبانية           | لغة إنجليزية، اللغة الملايو، اللغة الصينية القياسية، اللغة التاميلية |
| العملة                                                    | بالبوا بنمي، دولار أمريكي | دولار سنغافوري                                                       |
| الناتج المحلي الإجمالي (بليون دولار)                      | 61.84 مليار               | 323.91 مليار                                                         |
| الناتج المحلي الإجمالي (تعادل القوة الشرائية) بليون دولار | 87.37 مليار               | 472.59 مليار                                                         |
| الناتج المحلي الإجمالي الاسمي للفرد دولار أمريكي          | 13.27 ألف                 | 52.89 ألف                                                            |
| الناتج المحلي الإجمالي للفرد دولار أمريكي                 | 20.89 ألف                 | 82.76 ألف                                                            |
| مؤشر التنمية البشرية                                      | 0.780                     | 0.925                                                                |
| رمز المكالمات الدولي                                      | +507                      | +65                                                                  |
| رمز الإنترنت                                              | .pa                       | .sg                                                                  |
| المنطقة الزمنية                                           | 00                        | ت ع م+08:00، توقيت سنغافورة المنسق ‏                                  |

## منظمات دولية مشتركة
يشترك البلدان في عضوية مجموعة من المنظمات الدولية، منها:
| علم المنظمة | اسم المنظمة                               | تاريخ انضمام بنما | تاريخ انضمام سنغافورة |
| ----------- | ----------------------------------------- | ----------------- | --------------------- |
|             | يونسكو                                    | 10 يناير 1950     | 8 أكتوبر 2007         |
|             | مؤسسة التمويل الدولية                     | 20 يوليو 1956     | 4 سبتمبر 1968         |
|             | المركز الدولي لتسوية المنازعات الاستشارية | 8 مايو 1996       | 13 نوفمبر 1968        |
|             | منظمة حظر الأسلحة الكيميائية              | ?                 | ?                     |
|             | مؤسسة التنمية الدولية                     | 1 سبتمبر 1961     | 27 سبتمبر 2002        |
|             | منظمة التجارة العالمية                    | ?                 | ?                     |
|             | وكالة ضمان الاستثمار متعدد الأطراف        | 21 فبراير 1997    | 24 فبراير 1998        |
|             | الاتحاد البريدي العالمي                   | ?                 | ?                     |
|             | منظمة الشرطة الجنائية الدولية             | ?                 | ?                     |
|             | الأمم المتحدة                             | 13 نوفمبر 1945    | 21 سبتمبر 1965        |
|             | الاتحاد الدولي للاتصالات                  | 14 يوليو 1914     | 22 أكتوبر 1965        |
|             | البنك الدولي للإنشاء والتعمير             | 14 مارس 1946      | 3 أغسطس 1966          |

## وصلات خارجية
- موقع وزارة الخارجية البنمية
- موقع وزارة الخارجية السنغافورية